# Alfred Rébelliau
Alfred Rébelliau, né à Nantes le 15 avril 1858 et mort à Paris le 8 novembre 1934, est un bibliothécaire, historien, professeur d'université français, spécialiste de l'histoire des idées religieuses.

## Biographie

### Jeunesse et études
Il est normalien, agrégé et docteur ès lettres.

### Parcours professionnel
Il devient bibliothécaire à l'École normale supérieure de Paris en 1880. De 1888 à 1892, il occupe la chaire de littérature française à la faculté des lettres de Rennes. En 1893, il devient sous-bibliothécaire de l'Institut de France, puis bibliothécaire en chef en 1898. À partir de 1895, il est en outre chargé de conférences à l'École normale supérieure de Saint-Cloud et, à partir de 1906, d'un cours d'histoire de la littérature et des idées chrétiennes à la Sorbonne. Il est élu membre de l'Académie des sciences morales et politiques en 1913 et il est nommé directeur de la Fondation Thiers en 1921.
Outre deux ouvrages sur Bossuet, Alfred Rébelliau a fait paraître dans la Revue des deux Mondes une série de six articles sur la Compagnie du Saint-Sacrement entre 1903 et 1909, complétée par un volume sur le même sujet en 1908. Il a collaboré également à l’Histoire de la langue et de la littérature française des origines à 1900 de Louis Petit de Julleville et à l’Histoire de France depuis les origines jusqu'à la Révolution d'Ernest Lavisse.
Selon Jules Isaac, qui évoque des extraits antijudaïques dans l'œuvre de Bossuet : « Notons que, par les soins d'Alfred Rébelliau, membre de l'Institut, ces textes ont été choisis pour figurer dans la collection des classiques français la plus répandue dans nos lycées et collèges ». Menahem Macina estime que Jules Isaac fait sans doute allusion à Alfred Rébelliau, Bossuet, Hachette, Paris, 1919, ouvrage publié dans la collection « Les grands écrivains français ». Ce texte faisait partie des auteurs du programme.
Dans les années 1930, il est membre du conseil d'administration de l'École libre des sciences politiques.

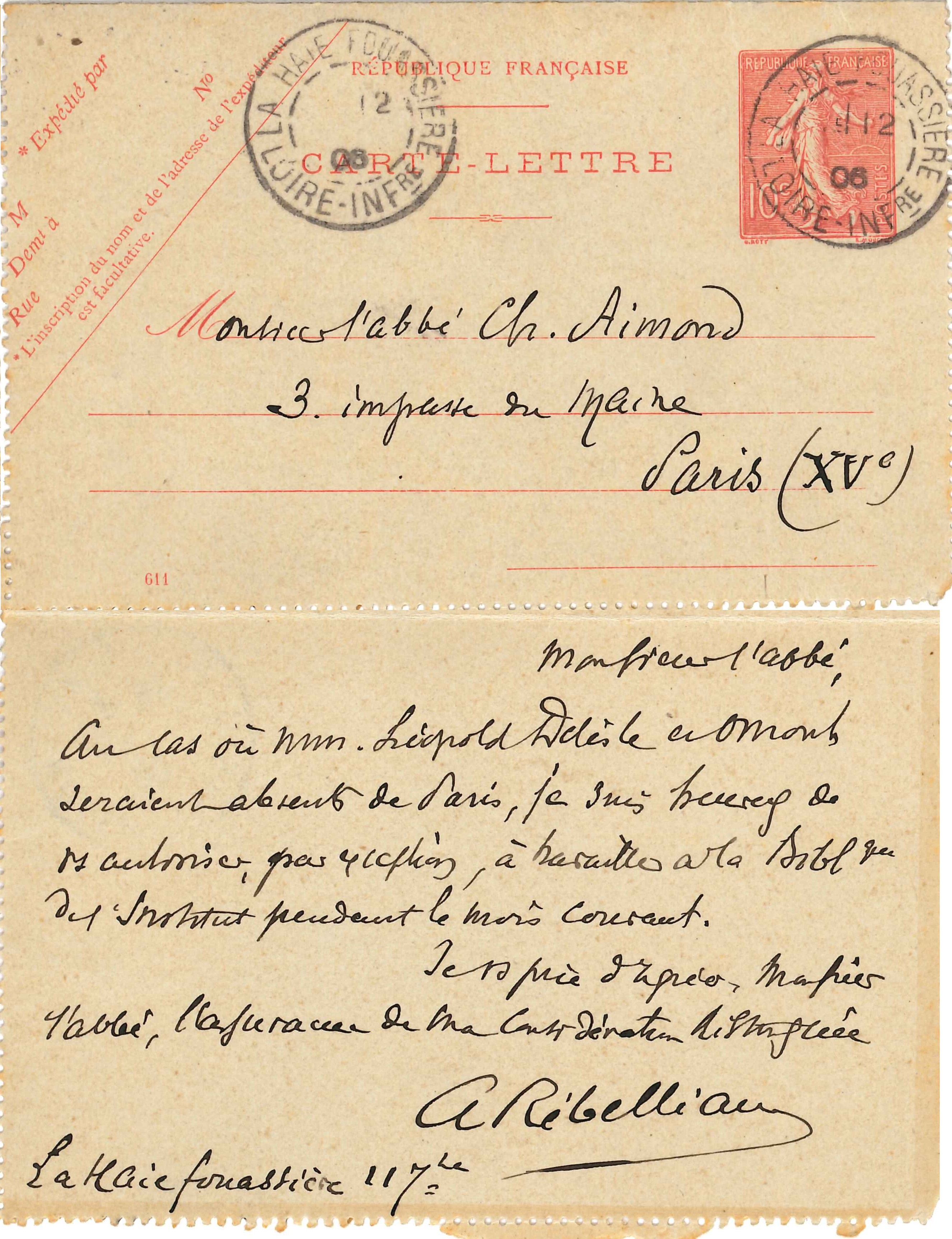
Carte d’Alfred Rébelliau à l’Abbé Charles Aimond, futur Monseigneur Aimond.

## Publications
- Alfred Rébelliau. Une amitié féminine de Lamennais [Mme Cottu], In-8° , 35 p.,  Note : Mme Cottu. - Extrait du "Mercure de France", 1er février 1911, Édition : Paris : "Mercure de France" , 1911, Auteur du texte : Alfred Rébelliau (1858-1934)
- Bossuet, In-16, Édition : Paris : Hachette , 1905. 2e éd., Auteur du texte : Alfred Rébelliau (1858-1934)
- Bossuet, In-16, 208 p., Édition : Paris : Hachette , 1919. 4e éd., Auteur du texte : Alfred Rébelliau (1858-1934)
- Bossuet, In-16, 208 p., Note : Les Grands Écrivains français, Édition : Coulommiers : Impr. Paul Brodard ; Paris : libr. Hachette, 79, boulevard Saint-Germain , 1927. (6 septembre.), Auteur du texte : Alfred Rébelliau (1858-1934)
- Bossuet, Édition : Paris , 1899, Auteur du texte : Alfred Rébelliau (1858-1934)
- Bossuet, 2e éd.,  207 p. - [1] f. de portr. en front., Note : Les Grands écrivains français, Édition : Paris : Hachette , 1905, Auteur du texte : Alfred Rébelliau (1858-1934)
- Bossuet, In-16, 208 p., portrait, Note : Les Grands écrivains français, Édition : Paris : Hachette , 1900, Auteur du texte : Alfred Rébelliau (1858-1934)
- Bossuet,  In-16, 208 p., portrait, Édition : Paris : Hachette , 1912. 3e éd., Auteur du texte : Alfred Rébelliau (1858-1934)
- Bossuet, 6e éd. rev., 207 p., Note : En avant-titre : «Les grands écrivains français». - 1927 d'après le dépôt légal, Édition : [Paris] : Hachette , [1927], Auteur du texte : Alfred Rébelliau (1858-1934)
- Bossuet et le jansénisme, 16 p., Note : Le titre de départ porte en plus : «A propos d'un livre récent : A. M. P. Ingold. - Bossuet et le jansénisme. Notes historiques. - Paris, Hachette, 1897», Édition : Paris : E. Leroux , 1898, Auteur du texte : Alfred Rébelliau (1858-1934)
- Alfred Rébelliau. Bossuet et le jansénisme, In-8° , 16 p., Note : A propos du livre de l'abbé A.-M.-P. Ingold "Bossuet et le jansénisme, notes historiques". Paris, Hachette, 1897. In-8°. - Annales du Musée Guimet. Revue de l'histoire des religions, publiée sous la direction de MM. Jean Reville et Léon Marillier, Le titre de départ, page 3, porte : "A propos d'un livre récent. A. M. P. Ingold. "Bossuet et le jansénisme, notes historiques". Paris, Hachette", 1897. "In-8°". - "Annales du Musée Guimet. Revue de l'histoire des religions", publiée sous la direction de MM. Jean Réville et Léon Marillier. - La couverture imprimée sert de titre, Édition : Paris : E. Leroux , 1898, Auteur du texte : Alfred Rébelliau (1858-1934)
- Bossuet, historien du protestantisme, Deuxième édition revue,  XIV-602 p., Édition : Paris : Hachette , 1892, Auteur du texte : Alfred Rébelliau (1858-1934)
- Bossuet, historien du protestantisme, étude...3e éd. rev. et augm..., XIII-624 p., Édition : Paris : Hachette , 1908, Auteur du texte : Alfred Rébelliau (1858-1934)
- Bossuet, historien du protestantisme. Etude sur l'"Histoire des variations" et sur la controverse entre les protestants et les catholiques au XVIIe siècle, In-8° , XXI-602 p., Édition : Paris : Hachette , 1891, Auteur du texte : Alfred Rébelliau (1858-1934)
- Bossuet, historien du protestantisme. Etude sur l'"Histoire des variations" et sur la controverse entre les protestants et les catholiques au XVIIe siècle,  In-8° , XIII-624 p., Édition : Paris : Hachette , 1908. 3e éd., Auteur du texte : Alfred Rébelliau (1858-1934)
- Catalogue comprenant : Collection de documents inédits sur l'Histoire de France et publications de la Société de l'Histoire de France, 3e partie du catalogue de livres de la Bibliothèque de M. A. Rebelliau... histoire générale de Paris, les manuscrits à peinture..., Note : Juin 1935. LIXe année, n° 567, Édition : Paris, L. Dorbon , 1935. In-8°, 36 p., Auteur du texte : Alfred Rébelliau (1858-1934)
- Le "Chevalier chrestien" du Père capucin Benoit de Canfeld (1609). [Signé : Alfred Rébelliau.], In-8° , 13 p., fig.,  Note : Extrait des "Mélanges Picot", Édition : Paris : E. Rahir , 1913, Auteur du texte : Alfred Rébelliau (1858-1934)
- Le Comité des amis français de Louvain, 1914-1934, In-4° , 32 p., pl., Édition : Paris : Palais de l'Institut , 1934, Auteur du texte : Alfred Rébelliau (1858-1934)
- Le Comité des amis français de Louvain, 1914-1934..., Édition : Paris , 1934. In-4° , Auteur du texte : Alfred Rébelliau (1858-1934), Autre : Léon Marie Mirot (1870-1946)
- La Compagnie secrète du Saint-Sacrement : lettres du groupe parisien au groupe marseillais, 1639-1662, In-16, 129 p., Édition : Paris : H. Champion , 1908, Auteur du texte : Alfred Rébelliau (1858-1934)
- De Vergilio in informandis muliebribus quae sunt in Aeneide personis inventore, Facultati litterarum parisiensi thesim proponebat Alfred Rébelliau, etc., In-8° , VIII-160 p., Édition : Parisiis : apud Hachette , 1892, Auteur du texte : Alfred Rébelliau (1858-1934)
- Cérémonies commémoratives du séjour de Bossuet à Metz, le dimanche 22 mai 1921, Discours. - Alfred Rébelliau. - [1], 19 p., Édition : Paris : impr. Firmin-Didot et Cie , 1921, Auteur du texte : Alfred Rébelliau (1858-1934)
- Deuxième millénaire de la naissance de Virgile, Discours. - Alfred Rébelliau. - [3], 27 p., Édition : Paris : impr. de Firmin-Didot et Cie , 1930, Auteur du texte : Alfred Rébelliau (1858-1934)
- Le fait religieux dans la France contemporaine, état des Églises en 1920, 101 p., Note : Documents sur la civilisation française, Édition : Paris : Union pour la vérité , 1922, Auteur du texte : Alfred Rébelliau (1858-1934), Éditeur scientifique : Union pour la vérité. France
- Ferdinand Brunetière, In-8° , 13 p., Description : Note : Extrait de la "Revue historique", T. XCIII, 1907, Édition : Nogent-le-Rotrou : impr. de Daupeley-Gouverneur , (1907), Auteur du texte : Alfred Rébelliau (1858-1934)
- Ferdinand Brunetière, 13 p., Note : 1917 d'après le dépôt légal, Édition : [S.l.] : [s.n.] , [1917], Auteur du texte : Alfred Rébelliau (1858-1934)
- Alfred Rébelliau, etc. Les Fonds historiques de la bibliothèque Thiers,  In-8° , 12 p., Note : Extrait de la "Revue des bibliothèques", XXIV, Édition : Paris : E. Champion , 1914, Auteur du texte : Alfred Rébelliau (1858-1934)
- Alfred Rébelliau. Un fragment inédit de Bossuet sur les prêts et emprunts usuraires des fermiers généraux et des sous fermiers...,  In-8° , 7 p., Note : Extrait de la "Revue Bossuet", Édition : Paris : impr. de De Soye et fils , 1901, Auteur du texte : Alfred Rébelliau (1858-1934)
- Histoire de France depuis les origines jusqu'à la Révolution, T. VIII, 1ère part. : Louis XIV. La fin du règne (1685 1715), Édition : Paris : Hachette , [1911-1939], Auteur du texte : Ernest Lavisse (1842-1922), Alfred Rébelliau (1858-1934), Philippe Sagnac (1868-1954), Alexandre de Saint-Léger (1866-1944)
- Histoire de France illustrée, depuis les origines jusqu'à la Révolution, 14 vol., Édition : (Paris) : Hachette , 1926-1934, Auteur du texte : Gustave Bloch (1848-1923), Alfred Coville (1860-1942), Arthur Kleinclausz (1869-1947), Charles-Victor Langlois (1863-1929), Ernest Lavisse (1842-1922), Henry Lemonnier (1842-1936), Achille Luchaire (1846-1908), Jean-Hippolyte Mariéjol (1855-1934), Charles Petit-Dutaillis (1868-1947), Christian Pfister (1857-1933), Alfred Rébelliau (1858-1934), Philippe Sagnac (1868-1954), Alexandre de Saint-Léger (1866-1944), Paul Vidal de La Blache (1845-1918)
- La Compagnie secrète du Saint-Sacrement. lettres du groupe parisien au groupe marseillais, 1639-1662, publiées par Alfred Rébelliau, etc.,  In-16, 129 p., Édition : Paris : H. Champion , 1908, Auteur du texte : Alfred Rébelliau (1858-1934)
- Louis XIV, La fin du règne (1685-1715)..., 484 p., Description : Note : Ernest Lavisse. Histoire de France illustrée depuis les origines jusqu'à la Révolution. T. VIII, 1ère part, Édition : Paris : Hachette , [1911], Auteur du texte : Ernest Lavisse (1842-1922), Alfred Rébelliau (1858-1934), Philippe Sagnac (1868-1954), Alexandre de Saint-Léger (1866-1944)
- Alfred Rébelliau. Ludovic Lalanne, bibliothécaire de l'Institut de France, In-8° , 11 p., Note : Extrait de la "Revue des bibliothèques", décembre 1898, Édition : Paris : E. Bouillon , 1899, Auteur du texte : Alfred Rébelliau (1858-1934)
- Charles Flachaire, etc. La Dévotion à la Vierge dans la littérature catholique au commencement du XVIIe siècle, [Notice sur Charles Flachaire]. - [1], Édition : Paris, Apostolat de la presse ; (Nogent-sur-Marne, Impr. de l'Apostolat de la presse) , 1957. In-16 (18 cm), 239 p., couv. ill. 510 fr. [D. L.11345-57] -IIb, Auteur du texte : Alfred Rébelliau (1858-1934)
- Une Œuvre inédite de Bossuet, P. 179-181, Édition : [S.l.] : la Correspondance universitaire , [1897], Auteur du texte : Alfred Rébelliau (1858-1934)
- Oraisons funèbres, XLII-574 p., Édition : Paris : Hachette , 1897, Auteur du texte : Jacques Bénigne Bossuet (1627-1704), Alfred Rébelliau (1858-1934)
- Raymond Thamin, 1857-1933. [Signé : Alfred Rébelliau.], Édition : Paris, S.G.I.E. , 1934. In-8°, 8 p. [Acq. 322577] -IIIc-, Auteur du texte : Alfred Rébelliau (1858-1934)
- [Recueil. Dossiers biographiques Boutillier du Retail. Documentation sur Anne de Gonzague],  2 pièces, Édition : Paris : Revue de Paris : La Croix , 1896-1935, Auteur du texte : Alfred Rébelliau (1858-1934), Collecteur : Armand Boutillier du Retail (1882-1943)
- [Recueil. Dossiers biographiques Boutillier du Retail. Documentation sur Jacques Bénigne Bossuet], 85 pièces, Note : Contient : découpage du "Catalogue général des Livres imprimés" : pp. 745-834, article Bossuet (Jacques-Bénigne), Comprend notamment : "Bossuet (Jacques Bénigne) Evêque de Meaux, né à Dijon en 1627, mort à Paris en 1704" (extrait de "Isographie des hommes célèbres, ou Collection de fac-similé de lettres autographes et de signatures..." / publié par S. Bérard, Paris, Charavay, 1802-1880) : G-8009 à G-8012 ; "Bossuet d'après ses derniers historiens" / Amédée Lefèvre-Pontalis (in "Le Correspondant", 25 février 1857) ; "Pindare et Bossuet" / Villemain (in "Le Correspondant", 25 août 1857) ; "Leibnitz et Bossuet" / Albert de Broglie (in "Le Correspondant", 25 octobre 1860) ; "Bossuet précepteur du Dauphin, fils de Louis XIV, et évêque à la cour" / P. Douhaire (in "Le Correspondant", 15 janvier 1865) ; "Les correspondantes de Bossuet" / Alphonse Dantier (in "Le Correspondant", 25 mars 1878) ; "Poésies de Bossuet" (in "La Nouvelle revue", avril 1882) ; "Le mysticisme de Bossuet" / Henry Michel (in "Revue bleue", 6 mai 1882) ; "Bossuet directeur de conscience" / Georges Mille (in "La Nouvelle revue", juillet-août 1889) ; "Monument de Bossuet, lettres de Mgr l'évêque d'Orléans..." (in "Le Correspondant", 10 mars-25 juillet 1899) ; "Bossuet à Meaux" / H. Druon (Le Correspondant", 10 septembre-10 octobre 1899); "Le monument de Bossuet à l'Exposition" / H. de Lacombe (in "Le Correspondant", 10 mai 1900) ; "Sur la divinité de Jésus-Christ" / H. de Lacombe (in "Le Correspondant", 25 mars 1905) ; "Bossuet et la critique sacrée" / H. de Lacombe (in "Le Correspondant", 10 avril 1906) ; "Les amitiés de Bossuet" / Charles Baussan (in "Le Correspondant", 25 septembre 1920) ; "A la table de Monsieur de Meaux" / Philippe Bertault (in "Le Correspondant", 25 février 1925) ; "La dispute entre Bossuet et Fénelon" / Paul Dudon (in "Études", 5 février 1926) ; "L'esprit de charité dans la politique de Bossuet" / A. Cherel (in "Le Correspondant", 10 octobre 1927) ; "Le tricentenaire de Bossuet" / A. Thibaudet (in "La revue de Paris", 1er octobre 1927) ; "Bossuet, le troisième centenaire de sa naissance, 27 septembre 1927" / Eugène-Louis Julien (in "Le Correspondant", 25 octobre 1927) ; "Les sermons de Bossuet selon son temps et le nôtre" / Félix Klein (in "Le Correspondant", 10 novembre 1927) ; "Bossuet précepteur" / Emile Baumann (in "La Revue hebdomadaire", 22 juin 1929) ; "Bossuet prédicateur parisien" / Victor Giraud (in "Le correspondant", 10 mai 1930) ; "Bossuet et Fénelon" / Victor Giraud (in "La Revue hebdomadaire", 21 juin 1930) ; "Bossuet moraliste" / Emile Baumann (in "Le Correspondant", 10 décembre 1931) ; "Le troisième centenaire de Bossuet" / M. de Roux (in "La Revue universelle", 15 septembre 1937), Édition : Paris : Charavay : Le Correspondant : Revue bleue : etc. , 1849-1943. Auteur du texte : Agence française d'information de presse, Antoine Albalat (1856-1935), Émile Baumann (1868-1941), Léon Bérard (1876-1960), Philippe Bertault (1879-1970), Jacques Bénigne Bossuet (1627-1704), Henri Bremond (1865-1933), Léon Cerf (1868-1957), D. de Charnage, Étienne Coquerel (1829-1901), Aurélien de Courson (1808-1889), Pierre-Paul Douhaire (1802-1889), Ludovic Drapeyron (1839-1901), Émile Faguet (1847-1916), Paul Flat (1865-1918), Victor Fournel (1829-1894), Georges Goyau (1869-1939), Jean Guiraud (1866-1953), André Hallays (1859-1930), Félix Klein (1862-1953), Hilaire de Lacombe (1831-1908), Adolphe Lair (1834-1910), Paul Lallemand (1848-1905), Jean Laporte (1886-1948), Jean Lebrau (1891-1983), Ernest Legouvé (1807-1903), Paul Lehugeur (1854-1932?), Eugène Levesque (1855-1944), Christian Maréchal (1875-1949), Louis de Mondadon (1878-1949), Hubert Morand, Alfred Rébelliau (1858-1934), Charles-Paul Sagot du Vauroux (1857-1937), Paul Souday (1869-1929), Paul Stapfer (1840-1917), Léon Treich (1889-1974), Marc Varenne (1877-19..), Collecteur : Armand Boutillier du Retail (1882-1943), Photographe de l'œuvre reproduite : Photo-LAAC
- Alfred Rébelliau, etc. La Réunion dans les bibliothèques des documents régionaux relatifs à la guerre, In-8° , 8 p., Note : Extrait du "Bulletin de l'Association des bibliothécaires français"; Édition : Paris : Impr. du Palais , 1915, Auteur du texte : Alfred Rébelliau (1858-1934)
- Alfred Rébelliau, etc. La Réunion dans les bibliothèques des documents régionaux relatifs à la guerre..., In-8 °, 8 p., Note : Extrait du "Bulletin de l'Association des bibliothècaires français", 1915, Édition : Paris : Impr. du Palais , 1915, Auteur du texte : Alfred Rébelliau (1858-1934)
- Vauban, 1 vol. (322 p.), Édition : [Paris] : Club des libraires de France , 1962, Auteur du texte : Alfred Rébelliau (1858-1934), Éditeur scientifique : Jacques Lovie (1908-1987)
- Alfred Rebelliau, etc. Vauban, Description matérielle : In-8° (22 cm), 314 p., cartes, couv. ill. en coul. 15 NF. [D. L. 3588-62], Description : Note : Les Temps et les destins, Édition : Paris : A. Fayard (Le Mesnil-sur-l'Estrée, impr. Firmin-Didot) , 1962, Auteur du texte : Alfred Rébelliau (1858-1934), Éditeur scientifique : Jacques Lovie (1908-1987)
- Bossuet, historien du protestantisme. Étude sur l'Histoire des variations et sur la controverse entre les protestants et les catholiques au XVIIe siècle (1891)
- Bossuet (1900)
- La Compagnie secrète du Saint-Sacrement : lettres du groupe parisien au groupe marseillais, 1639-1662 (1908)
- Documents sur la civilisation française. Le Fait religieux dans la France contemporaine. État des Églises en 1920 (1922)
- Vauban (1962)

Éditeur scientifique
- Les caractères (1688), Recueil de maximes et de portraits, Les caractères avec Alfred Rébelliau (1858-1934) comme éditeur scientifique
- Oraisons funèbres (1689), Recueil des onze oraisons funèbres prononcées entre 1656 et 1687. - Les six dernières furent publiées en 1689 par Bossuet lui-même, une fut publiée en 1698 et il faut attendre l'éd. posthume des "Œuvres de messire Jacques-Bénigne Bossuet, évêque de Meaux" (1772-1788), par dom Foris, pour voir la publication des onze oraisons, Oraisons funèbres avec Alfred Rébelliau (1858-1934) comme éditeur scientifique
- Sermons (1772), Recueil des sermons prononcés entre 1643 et 1702 parvenu de manière très fragmentaire. - Première éd. des sermons dans l'éd. posthume des "Œuvres de messire Jacques-Bénigne Bossuet, évêque de Meaux" (1772-1788), par Dom Foris, Sermons avec Alfred Rébelliau (1858-1934) comme éditeur scientifique
- Le siècle de Louis XIV (1751), Essai historique, Le siècle de Louis XIV avec Alfred Rébelliau (1858-1934) comme éditeur scientifique
- La dévotion à la Vierge dans la littérature catholique au commencement du XVIIe siècle, 1 vol. (174 p.), Note : Extrait de la "Revue de l'histoire des religions", tome LXXII, 1915 et tome LXXIII, 1916, Édition : Paris : E. Leroux , 1916, Auteur du texte : Charles Flachaire (1887-1914), Éditeur scientifique : Alfred Rébelliau (1858-1934)
- Oraison funèbre de Henriette d'Angleterre, duchesse d'Orléans, 1 vol. (79 p.), Édition : Paris : Hachette , 1896, Auteur du texte : Jacques Bénigne Bossuet (1627-1704), Éditeur scientifique : Alfred Rébelliau (1858-1934)
- Les Auteurs français du brevet supérieur, 1910-1911-1912 : Corneille, Racine, Molière, La Fontaine, Mme de Sévigné, La Bruyère, Voltaire, J.-J. Rousseau, Chateaubriand, Lamartine, Victor Hugo, publiés avec des notices et des notes par MM. Petit de Julleville, Lanson, Thirion, Madeleine Servois, Rebelliau, Brunel, Bourgeois, Steeg, Mabilleau. 4e édition, In-16, VI-14 parties en 1 vol., Édition : Paris : Hachette , 1909, Éditeur scientifique : Gustave Lanson (1857-1934), Léopold Mabilleau (1853-1941), Alfred Rébelliau (1858-1934)
- André Chénier. Choix de poésies, publiées avec une introduction, des notices et des notes par A. Rébelliau, etc.,  In-16, 75 p., Édition : Paris : Hachette , 1888, Auteur du texte : André Chénier (1762-1794), Éditeur scientifique : Alfred Rébelliau (1858-1934)
- Oraison funèbre du prince de Condé, 2ème éd., Édition : Paris : Hachette , 1905, Auteur du texte : Jacques Bénigne Bossuet (1627-1704), Éditeur scientifique : Alfred Rébelliau (1858-1934)
- Oraison funèbre du Prince de Condé, 4ème éd., Paginé 465-558, Édition : Paris : Hachette , 1913, Auteur du texte : Jacques Bénigne Bossuet (1627-1704), Éditeur scientifique : Alfred Rébelliau (1858-1934)
- Oraison funèbre du prince de Condé, Paginé 467-557, Édition : Paris : Hachette , 1899, Auteur du texte : Jacques Bénigne Bossuet (1627-1704), Éditeur scientifique : Alfred Rébelliau (1858-1934)
- Oraison funèbre du prince de Condé, publiée avec une notice et des notes, 3ème éd., Édition : Paris : Hachette , 1911, Auteur du texte : Jacques Bénigne Bossuet (1627-1704), Éditeur scientifique : Alfred Rébelliau (1858-1934)
- Sermon sur la mort, Pp. 287-308, Édition : Paris : Librairie Hachette , 1929, Auteur du texte : Jacques Bénigne Bossuet (1627-1704), Éditeur scientifique : Alfred Rébelliau (1858-1934)

Préfaces
- Le siècle de Louis XIV (1751), Essai historique, Le siècle de Louis XIV avec Alfred Rébelliau (1858-1934) comme préfacier
- Charles Flachaire... La Dévotion à la Vierge dans la littérature catholique au commencement du XVIIe siècle, Édition : Paris, Apostolat de la presse ; (Nogent-sur-Marne, Impr. de l'Apostolat de la presse) , 1957. In-16 (18 cm), 239 p., couv. ill. 510 fr. [D. L.11345-57] -IIb, Auteur du texte : Charles Flachaire (1887-1914), Préfacier : Jean Guitton (1901-1999)
- Histoire d'Angleterre depuis les origines jusqu'à la paix de 1919, préface de A. Rebelliau, etc. La période de 1900 à 1919 a été rédigée par M. François Novion, etc., In-16, 398 p., pl., Édition : Paris : Hachette , (1923), Auteur du texte : Augustin Filon (1841-1916)
- Le livre d'or de la guerre (1914-1918), 1 pièce (35 p.), Édition : Paris : Impr. de Jouve , 1920, Éditeur scientifique : Association des bibliothécaires français
- La Vénérable Madeleine de St-Joseph, première prieure française du Carmel de l'Incarnation, 1578-1637, essai sur sa vie et ses lettres inédites, 1 vol. (XXIV-87 p.), Édition : Paris : À l'art catholique , [s.d.], Auteur du texte : Jean-Baptiste Ériau (1878-1967), Auteur de lettres : Madeleine de Saint-Joseph (carmélite, 1578-1637)